# Transjordanien
Emiratet Transjordanien var et selvstyrende land i det britiske Palæstinamandat. Det blev oprettet som en administrativ enhed i april 1921, året før mandatet trådte i kraft. Emiratet svarede geografisk til kongedømmet Jordans udstrækning efter 1967 og forblev under Folkeforbundets formelle beskyttelse frem til uafhængigheden i 1946.

## Politisk status
Transjordanien (Kerak) var et arabisk emirat, der lige som Palæstina var et britisk mandatområde under Folkeforbundet.

## Grænser
Transjordaniens grænser var endnu i 1926 kun omtrentligt fastlagte. I nord mod Syrien fulgte de floden Jarmuk, dernæst Hedjas-banen og gik så i en lige linje fra sydvest til nordøst i retning mod Abu Kemal (34° 27’ nordlig bredde, 40° 56’ østlig længde) ved Eufrat; mod Palæstina i vest fulgte de Jordan-floden og midterlinjen af Det Døde Hav fra nord til syd; i syd, hvor Transjordanien havde adgang til Akaba/Eilat bugten nogle km syd for Akaba, var grænsen mod Hedjas og Nedjd ubestemt lige som i øst mod Irak.
Arealet opgjordes til cirka 42.000 km2.

## Befolkning
Transjordanien var tyndt befolket. I 1926 var der omkring 240.000 indbyggere i emiratet, hvoraf omkring 220.000 var arabiske muslimer, 10.000 kristne arabere og 10.000 kaukasiere, overvejende tjerkessere, som af den tyrkiske regering var blevet forflyttet dertil efter Den russisk-tyrkiske krig (1877-1878).

## Landskab
Landet var for størstedelen ørken med undtagelse af en smal strækning mellem Jordan og Hedjas-jernbanen, hvor jordbrug og husdyrhold var hovednæringsveje. Blandt råstoffer regnedes store, da endnu uudnyttede, lagre af fosfat. Salt fandtes i Det Døde Hav og mineralolie trolig i det sydlige Transjordan.
Automobilvej gik mellem hovedstaden Amman (i 1926 omkring 5.000 indbyggere), ved Hedjas-banen, og Jerusalem, og Hedjasbanan ligger mellem Dera og Maan hovedsagelig på Transjordans område.

## Infrastruktur
Flyforbindelsen Kairo-Bagdad gik over landet fra vest til øst, og en flyveplads fandtes i Amman.

## Økonomi
Statsindkomsterne beregnedes 1924-25 til 217.000 egyptiske pund, hvortil kom bidrag fra Storbritannien (150.000 egyptiske pund 1923-24).

## Styre
Landets hersker var emiren Abdullah ibn Hussein, anden søn af kong Hussein af Hedjas og ældre broder til kong Faisal 1. af Irak.

## Afvikling
Efter Den arabisk-israelske krig 1948 blev Vestbredden af Jordanfloden annekteret. Kongedømmets navn blev derfor ændret til Jordan i 1949. Trods tabet af Vestbredden i 1967 beholdt landet det nye navn.